# 斯圖爾特 (密蘇里州)
斯圖爾特（英語：Stewart）是位於美國密蘇里州佩米斯科特縣的鬼鎮。

## 歷史
斯圖爾特的郵局於1872年設立，其後於1914年停運。

## 地理
斯圖爾特所處的海拔為高於海平面85米（即279英呎），而該地所採用的時區為UTC-6，即北美中部時區（CST）。同時該地設有夏令時間，為UTC-6調快一小時，即UTC-5（CDT）。